# Барон Куртене
Барон Куртене (англ. Baron Courtenay) — дворянский титул в системе пэрства Англии, существовавший в 1299—1461 и 1470—1471 годах, который носили представители английского рода Куртене (Кортни). В настоящее время титул не существует. Также существовали титулы виконта Куртене из Пауэрдема и баронета Куртене.

## История
В качестве барона в английский парламент вызывался Хью де Куртене (умер 28 февраля 1292), феодальный барон Окгемптон, который в 1283 году участвовал в созванном Эдуардом I парламенте в Шрусбери. Однако первым бароном Куртене по призывной грамоте считается его сын, Хью де Куртене, который получил вызов от Эдуарда I в парламент 6 февраля 1299 года. В 1335 году для Хью был воссоздан титул графа Девона, который ранее носили представители рода Редверсов — предков Хью по женской линии. После этого титул барона Куртене стал использоваться в качестве титула учтивости при титуле графа Девона.
В 1371—1374 годах в качестве барона Куртене в парламент вызывался Хью де Куртене, внук Хью де Куртене, 2-го графа Девона. Он умер в 1374 году, не оставив детей, поэтому после смерти 2-го графа Девона в 1377 году титулы графа Девона и барона Куртене унаследовал его двоюродный брат Эдвард.
После начала войны Алой и Белой розы Куртене оказались среди сторонников Ланкастеров. В результате Томас де Куртене, 6/14-й граф Девон и 7-й барон Куртене во время победной для Йорков битвы при Таутоне попал в плен и был казнён, а его владения и титулы были конфискованы. Во время недолгой реставрации Ланкастеров в 1470 году титулы графа Девона и барона Куртене были возвращены Джону де Куртене, брату Томаса, однако он погиб в 1471 году в битве при Тьюксбери. Детей у него не было, поэтому титулы графа Девона и барона Куртене угасли. Титул графа Девона в 1485 году получил представитель боковой ветви рода Куртене, но титул барона Куртене больше никогда никому не присваивался, хотя Уильям Куртене, сын и наследник Эдуарда Куртене, 1-го графа Девона, был в 1487 году посвящён в рыцари Бани как «лорд Куртене».

## Бароны Куртене
- 1299—1340: Хью де Куртене (ок. 1276 — 23 декабря 1340), феодальный барон Окхамптон с 1292, 1-й барон Куртене с 1299, 1/9-й граф Девон с 1335[1][2].
- 1340—1377: Хью де Куртене (12 июля 1303 — 2 мая 1377), 2/10-й граф Девон и 2-й барон Куртене с 1340, сын предыдущего[4][2].
- 1371—1374: Хью де Куртене[англ.] (умер 20 февраля 1374), 3-й-й барон Куртене с 1371, сын предыдущего[5][2].
- 1377—1419: Эдвард де Куртене (около 1357 — 5 декабря 1419), 3/11 граф Девон и 4-й-й барон Куртене с 1377, двоюродный брат предыдущего[6][2].
  - Хью де Куртене[англ.] (около 1388 — август 1418), барон Куртене[7][2].
- 1419—1422: Хью де Куртене (1389 — 16 июня 1422), 4/12 граф Девон и 5-й барон Куртене с 1419, двоюродный брат предыдущего[8][2].
- 1422—1458: Томас де Куртене (1414 — 3 февраля 1458), 5/13-й граф Девон и 6-й барон Куртене с 1422, сын предыдущего[9][2].
- 1458—1461: Томас де Куртене (1432 — 3 апреля 1461), 6/14-й граф Девон и 7-й барон Куртене с 1458, сын предыдущего[10][2].
- 1470—1471: Джон де Куртене (около 1435 — 4 мая 1471), 7/15-й граф Девон и 8-й барон Куртене с 1470, брат предыдущего[11][2].